# Heterofonia
Heterofonia (z gr. héteros – drugi, inny; phoné – dźwięk), – jest rodzajem faktury, która polega na równoczesnym wykonaniu melodii głównej i jej improwizowanej wersji (jednej lub kilku). Technika ta znana jest i stosowana głównie w muzyce ludowej.